# アデレード・コテージ

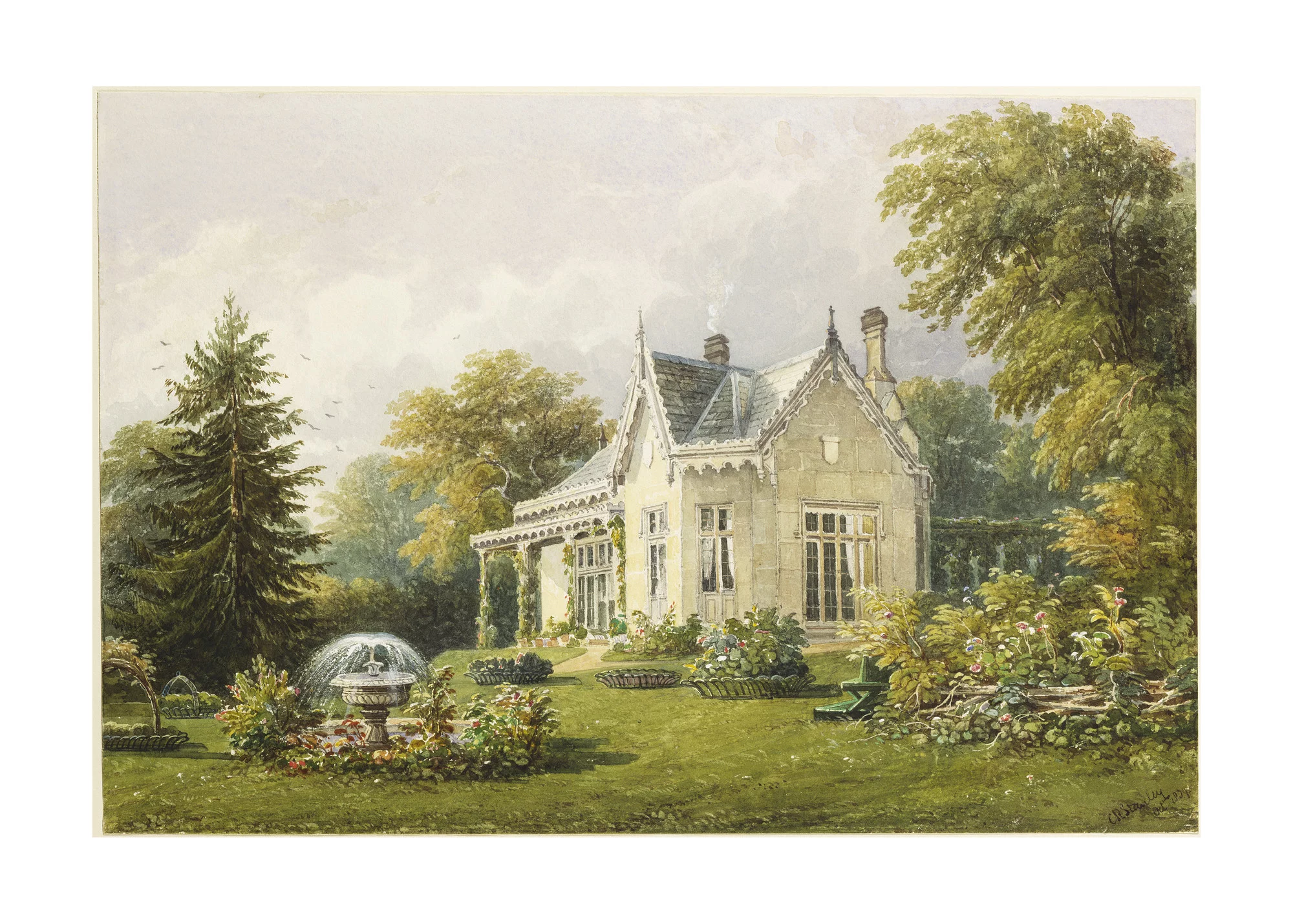
カレブ・ロバート・スタンレーが描いたアデレード・コテージ（1839年）

アデレード・コテージ（英語: Adelaide Cottage）（旧称：アデレード・ロッジ（英語: Adelaide Lodge））は、英国バークシャー州のウィンザー城の真東にあるウィンザー・ホーム・パーク内に建つ邸宅であり、アデレード・ロードとクイーン・ヴィクトリア・ウォークの間に位置している。

## 歴史
この邸宅はウィンザー・グレート・パークにあった建築家のジョン・ナッシュが建てたロイヤル・ロッジの邸宅の一部を、1831年に英国国王のウィリアム4世の妻であるアデレード王妃のために絵画的様式を用いて移築されたものである。移築に際しては建築家のジェフリー・ワイアットヴィルが施工の監修を行った。この邸宅が建設された当初は「貞淑にして優雅」と評され、邸宅内を誰もが自由に出入りできるパブリックルームの他に女王専用の休憩室や個室、ロイヤル・ロッジで使用していた調度品や摂政時代におけるグレコ=エジプト様式の大理石で造られた暖炉の前飾りなども備えられている。主要な寝室の天井には王室専用のヨット「ロイヤル・ジョージ号」にあった金メッキ製のイルカやロープの装飾品が再利用されている。1975年10月からはイギリス国家遺産の第二級指定建築物に登録されている。

### 現代の住人
1940年代には英国空軍大尉、およびジョージ国王とエリザベス女王の侍従長を務めたピーター・タウンゼントが家族とともに暮らしていた。
2022年夏からはウェールズ公ウィリアム王太子、キャサリン王太子妃と2人の子どもたちであるジョージ王子、シャーロット王女、およびルイ王子の主要な住居となっている。